# FSV Limbach-Oberfrohna
Der FSV Limbach-Oberfrohna  ist ein deutscher Fußballverein aus Limbach-Oberfrohna im Landkreis Zwickau. Heimstätte ist das Waldstadion. Der Club steht in der Tradition der BSG Fortschritt Limbach-Oberfrohna.
Der FSV Limbach-Oberfrohna wurde im Jahr 1909 unter der Bezeichnung 1. Limbacher Sport Club 09  gegründet. Der Club agierte bis 1945 innerhalb des mitteldeutschen Fußballs stets unterklassig, etwaige Teilnahmen in der Gauliga Sachsen sowie an den Endrunden des Verbandes Mitteldeutscher Ballspiel-Vereine fanden nicht statt. 1933/34 gewann der Verein die zweitklassige Fußball-Bezirksklasse Chemnitz und qualifizierte sich dadurch für die Aufstiegsrunde zur Gauliga Sachsen 1934/35. In dieser wurden die Limbacher abgeschlagen Letzter und verpassten somit den Aufstieg in die Erstklassigkeit. Bis 1944 verblieb der Verein in der Zweitklassigkeit, bedingt durch eine Umstrukturierung wurde Limbach zur Spielzeit 1944/45 in die erstklassige Gauliga Sachsen aufgenommen.
1945 wurde der Verein aufgelöst und als SG Limbach neu gegründet. In der Folgezeit vollzog die lose Sportgruppe mit dem Einstieg des Trägerbetriebes VEB Feinwäsche eine Umbenennung in BSG Trikot Limbach, mit der anschließenden Eingliederung zur Sportvereinigung Fortschritt in BSG Fortschritt Limbach-Oberfrohna.
Auf sportlicher Ebene war Fortschritt Limbach vorerst im Bezirksklassenbereich vertreten, stieg in der Saison 1959 gemeinsam mit Wismut Stollberg, Fortschritt Crimmitschau sowie der HSG Wissenschaft Freiberg erstmals in die damals viertklassige Bezirksliga Karl-Marx-Stadt auf. Die höchste Spielklasse des Bezirkes hielt Fortschritt Limbach-Oberfrohna vorerst bis 1968, eine realistische Chance zum Aufstieg zur II. DDR-Liga bzw. DDR-Liga bestand nicht. 1986 gelang noch einmal die Rückkehr zur Bezirksliga, welche Fortschritt gemeinsam mit der SG Sosa und Chemie Glauchau nach nur einer Spielzeit wieder verlassen musste. In der Saison 1949/50 nahm Trikot Limbach einmalig am FDGB-Pokal teil, in der sie in der ersten Hauptrunde KWU Erfurt mit 1:3 unterlag.
1988 wurde die Sektion Fußball kurzzeitig mit dem Lokalrivalen Motor Limbach-Oberfrohna zusammengelegt. 1991 vollzog der Verein wieder eine Trennung, wobei die Fußballabteilung ab 1993 wieder selbständig als FSV Limbach-Oberfrohna antrat. Der FSV Limbach-Oberfrohna spielt seitdem ausnahmslos im Lokalbereich, derzeitige Spielklasse ist die Kreisoberliga Zwickau.

## Statistik
- Teilnahme FDGB-Pokal: 1949/50 (1. HR)
- Teilnahme Bezirksliga Karl-Marx-Stadt: 1959 bis 1967/68, 1986/87

## Personen
- Lothar Green (Spieler, Schiedsrichter)
- Heinz Kapitän (Spieler, Trainer)
- Joachim Vogel (Spieler)
- Hans Wolfrum (Spieler)
- Dieter Schüßler (Spieler, Trainer), Verdienstmedaille des Vereins
- Jörg Illing (Trainer)
- Lutz Wienhold (Trainer)